# Rostislav Osička
Rostislav Osička (* 15. října 1956 Valtice) je český umělec – výtvarník, malíř, básník a bývalý československý reprezentant a trenér boxu.

## Osobní život
Má dvě sestry Janu a Miroslavu. Starší Jana se věnovala sportovní gymnastice. Jeho otec byl řezník, pracoval na jatkách v masokombinátu.
Jako chlapec se na rodném Dolňácku věnoval národním tancům.
Než se stal v roce 1976 vojákem z povolání, pracoval v Břeclavi u Pozemních staveb.
Od roku 1982 žije v Praze. V roce 1989 bydlel v pražském Karlíně.
V roce 1979 neměl na ženění pomyšlení, na prvním místě byl vrcholový sport. S první manželkou Milkou se ženil v roce 1984. Měli spolu syna Rostislava (*1985). Manželka se synem zůstala žít na Moravě (v Praze měli problém s bytem) a manželství se později na dálku rozpadlo. S druhou manželkou Renatou měl dceru Klaudii (*1995).
Uměl si vyhrát se suvenýry z cest, cenil si sportovních trofejí, líbili se mu starožitnosti a hezké věci. Rád četl cestopisy a knížky o přírodě – k jeho oblíbeným autorům patřil Jaromír Tomeček. nebo Jan Morávek.
Nebyl členem žádné kaskaderské skupiny, ale několikrát se ve filmu objevil v situačních rolích. Hrál ve filmu Pěsti ve tmě, Kamarád do deště, Divoká srdce, později Mazaný Filip nebo Masaryk. Jako boxer Uhelných skladů byl v Praze známou postavou, navíc si přivydělával jako vyhazovač v podnicích kam chodili známí umělci.
Rád a často připomínal, že kromě boxu je antitalent na všechny další sporty.
V roce 2015 se s taneční partnerkou Romanou Motlovou účastnil populární televizní soutěže Star Dance.
V roce 2020 mu v nakladatelství Logos vyšla autobiografie "Čas… Nejen o boxu".
Ve sněmovních volbách v roce 2025 kandiduje na 3. místě kandidátní listiny ČSSD v Ústeckém kraji.

### Výroky a fráze
| „                                    | Zkušenosti z ringu jsou velkým bohatstvím. Nejsou zadarmo. Už po prvním opravdovém zápase v ringu tušíš, co bys měl přístě udělat lépe. Jenže docela vyučen nejsi ani po desítce let a stovkách utkání. Myslíš si, že snad při tréninku ani trenéra nepotřebuješ, ale dobrá rada přijde vždycky vhod. | “ |
| — Československý sport, 14. 12. 1984 | |   |

| „                                    | Každý boxuje tak, jak se naučí. Vidím to i na sobě. Člověk si v mládí osvojí dobré i méně dobré návyky a to pak jde s ním věrně až do konce. Toho špatného se těžko zbavuješ. | “ |
| — Československý sport, 14. 12. 1984 | |   |

## Sportovní kariéra
Narodil se ve Valticích, ale vyrůstal v jihomoravské obci Moravský Žižkov. Od mala byl zvyklý pomáhat rodině s náročnou rolnickou práci. S boxem začínal v 15 letech v okresním domu pionýrů a mládeže v nedalekém Hodoníně pod vedením dvou bývalý reprezentantů Vojtěcha Sasínka a Štefana Valachoviče. Důvod věnovat se boxu uvedl později, že nechtěl aby si ho dobírali starší a větší kluci. Hodonínský oddíl se věnoval pouze mládeži, proto ještě jako učeň stavební školy – obor zedník, začal od svých 18 let boxovat ligu s muži za ZVL Skalica. V Skalici se připravoval rok pod vedením předního československého trenéra Štefana Nemčeka. V lize i na turnajích dosahoval výborných výsledků a v roce 1975 nastoupil základní vojenskou službu do Olomouce. V armádním středisku vrcholového sportu (ASVS) v Olomouci se připravoval pod vedením trenéra Alexandra Bögiho a jeho asistentů – Tomáš Kemel a další. Trenér Bögi ho v roce 1979 charakterizoval jako boxera se zodpovědným přístupem ke tréninku, s přísným dodržováním životosprávy, z jeho povahových vlastní vyzdvihoval jeho houževnatost, bojovnost, silnou vůli a schopnost bleskově se orientovat ve složitých ringových situacích. Bögiho slova později potvrdil trenér František Capl – "Rosťa Osička je u nás v oddíle nejpoctivější v přípravě". Byla to pravděpodobně jedna z příčin jeho problémů. Potřeba si od té dřiny na chvíli odfrknout (alkoholem). Již v roce 1977 o něm slovenský novinář Radovan Burian psal – "Neodpustí si nic. Je v tom, když ostatní už mají dost. Mám dojem, že Osička je příliš zatěžovaný starty. Potřeboval by si trochu odpočinout. Nedávno byl na Kubě, potom v Berlíně, potom ostrý ligový start a další a další zápasy. Není to příliš na organismus a psychiku 19letého sportovce, kterého by nám při citlivém vedení mohli ostatní závidět?"

### Začátky v Dukle (1975-1977)
V olympijském roce 1976 nastupoval za Duklu ve velterové váze do 67 kg a pozici střediskové a reprezentační jedničky sváděl boje s košickým Petrem Jakabem. Reprezentační trenér Josef Malík však s nikým z jeho váhové kategorie na olympijské hry v Motreálu nepočítal. Na květnovém mistrovství republiky se s Jakabem potkali ve finále. Na klasifikační body zvítězil těsně a získal titul mistra republiky. V červenci zvítězil na mezinárodním turnaji Balaton v maďarském Keszthely. V říjnu statoval na juniorské mistrovství Evropy v tureckém Izmiru, kde prohrál v úvodním kole s východním Němcem Detlefem Kästnerem těsně 2:3 na klasifikační body.
V roce 1977 pokračoval ve výborných výkonech. Reprezentační trenér Josef Malík ho chválil po vítězném mezistátním zápase družstev se Švédskem. V březnu zvítězil na tradičním maďarském mezinárodním turnaji Honved v Budapešti. Trenéru Malíkovi se zamlouval jeho na svou dobu moderní boxing – "Osička je pravogarďák, poměrně technický typ, ale v ringu jede. Umí mezi provazy šlapat." Na květnové mistrovství obhajoval titul, ale v semifinále prohrál s ústecký Miroslavem Valtýřem. Valtýřův rvavý, místy nečistý box (předklánění hlavy) mu neseděl. A také boxoval pod injekacema proti bolesti kvůli zraněné ruce z přípravy. I přes porážku na republice mu nominace na červnové mistrovství Evropy ve východoněmeckém Halle neutekla. Nalosování do pavouku mu však radost nepřineslo. Čekal ho rvavý Rumun Vasile Cicu. V zápase se snažil využít své technické výhody předcházením, ale Rumun šikovně zkracoval vzdálenost a ve výměnách byl daleko silnější. Vypadl v úvodním kole 1:4 na klasifikační body. V září se jako voják z povolání účastnil letní spartakiády spřátelených armád v kubánské Havaně. Ze spartakiády si přivezl bronzovou medaili, když nestačil pouze v semifinále na domácího favorita Emilia Correu.

### Rivalita s Pavlovem (1978)
V roce 1978 se zavedlo pravidlo, že střediskoví boxeři (Dukla, RH) zařazeni do reprezentace nemohou v době přípravy startovat v lize. Pro něho byl rok 1978 rokem zranění. V březnu chyběl kvůli nemoci na prestižním mezinárodním turnaji Stranžda v bulharské Sofii. Následně neobhájil loňský titul a skončil bez medaile na mezinárodním turnaji Honved v Budapešti. Na dubnové velké ceně Ústí nad Labem se prezentoval výborným boxem, ale ve finále mu lékař nedovolil nastoupit kvůli zranění v obličeji. Ve finále měl boxovat s dubnickým Miroslavem Pavlovem, který si v roce 1978 vážně brousil zuby na post reprezentační jedničky v jeho velterové hmotnostní kategorii do 67 kg. V dubnovém mezistátním utkání družstev s Finskem prohrál před časovým limitem r.s.c. (krvácení v obličeji) s Kalevi Kosunenem. Výsledkově neúspěšné jaro zakončil těsnou porážkou (2:3) ve finále mistrovství republiky s Miroslavem Pavlovem. Reprezentační trenér Josef Malík nemohl jinak, na mistrovství světa v Bělehradě jel ve velterové váze do 67 kg Miroslav Pavlov. Malou náplastí na sezónu mu byla těsná výhra (3:2) nad Pavlovem na zářiovém Memoriálu Václava Procházky v Ostravě. V listopadu se mu nepovedl mezinárodní turnaj Felikse Stamma ve Varšavě a po dohodě s reprezentačním trenérem Josefem Malíkem se v rámci reprezentace přesunul do vyšší lehké střední hmotnostní kategorie do 71 kg.
Později rád vzpomínal na své čtvrtfinálové utkání mistrovství spřátelených armád 1978 v sovětském Lvově s kubánským olympijským medailistou Felipe Martínezem, které otočil ve svůj prospěch potom co byl v prvním kole počítán. Kubánec mu v zápase zvedákem (aprkatem) přebrousil spodní čelist a od té doby má problém s výslovností. Z turnaje si přivezl bronzovou medaili za dělené třetí místo. Dobový tisk o tomto turnaji prakticky neinformoval. (pořad 13. komnata, 2019)

### Medaile z mistrovství Evropy 1979
V roce 1979 kombinoval dvě hmotnostní kategorie. Reprezentační křest v lehké střední váze do 71 absolvoval koncem února na mezinárodním turnaji Zlatá loďka v polské Lodži. Prohrál až ve finále s Leo Vainonenem ze Švédska. V březnu startoval na mistrovství republiky ve velterové váze do 67 kg. Ve finále se utkal s Miroslavem Pavlovem a podobně jako před rokem s ním prohrál (1:4). V květnu startoval na mistrovství Evropy v západoněmeckém Kolíně nad Rýnem v lehké střední váze do 71 kg. S nalosováním do pavouku spokojený nebyl. V úvodním kole proti němu stál hratelný dvaceti jedna letý britský Welšan Sander Davies, povoláním malíř. Úvod zápasu nezachytil a po kontru Welšana byl dokonce počítán. S přibývajícím časem se však projevil hlavní rozdíl mezi oběma boxery a tím byla fyzická připravenost. Zápas vyhrál jednoznačně 5:0 na klasifikační body. Ve čtvrtfinále ho čekal jeho přemožitel z turnaje v Lodži Švéd Leo Vainonen. Před zápasem měl o sobě pochybnosti, ale trenér Malík ho psychicky povzbuzoval slovy, že soupeř nemůže mít natrénováno to co on. O hlavu vyššího Švéda se snažil držet předním direktem (jabem) dál od těla. Ve druhém kole mu vyšla série úderů, po kterém rozhodčí Vainonena počítal. Ve třetím kole se podobně jako v předchozím zápase projevila jeho lepší fyzická připravenost. Zvítězil jednoznačně 5:0 na klasifikační body a postupem do semifinále si zajistil minimálně bronzovou medaili. V semifinále ho čekal jugoslávský Černohorec Miodrag Perunović, stříbrný medailista z loňského mistrovství světa. Perunovič proti němu praktikoval aktivní obranu kontry, využíval jeho chyb v krytu – Osička se po výpadu u těla s rukama dole pokaždé na okamžik zastavil, místo aby rychle pivotoval ven. Zápas prohrál jednoznačně 0:5 na klasifikační body a obsadil konečné dělené třetí místo. Svůj úspěch vehementně oslaloval a na podzim se nemohl dostat do formy. Na zářiovém Memoriálu Václava Procházky prohrál v semifinále s Bernardem Zlámalem. Porážka byla do tisku omlouvána zraněným obočím. V říjnu utrpěl drtivou porážku K.O. v 1. kole od Bulhara Todora Terzieva na mezinárodním turnaji TSV v Berlíně. V listopadu zakončil reprezentační sezonu porážkou v prvním kole (0:5) od Poláka Andrzeje Krysiaka na turnaji Felikse Stamma ve Varšavě.

### Nepovedený olympijský rok 1980
V roce 1980 pokračoval v nevýrazných výkonech a tak se na jeho výkonnostní úroveň v lehké střední váze do 71 kg dotáhl martinský Ján Franek, toho času na vojně v Ústí nad Labem. Jakoby kopíroval rok 1978. V každém druhém zápase bylo u jeho jména uvedeno r.s.c. z důvodu krvácení v obličeji (obočí, ret). V dubnu na svém oblíbeném turnaji Honved v Budapešti prohrál v úvodním kole s východním Němcem Detlefem Strassburgem. Na mistrovství Čech a Moravy prohrál s Jánem Fraňkem ve finále na body. Na červnovém mistrovství republiky nenastoupil do semifinále lehké střední do 71 kg z důvodu zranění v obličeji a definitivně ztratil šanci startovat na srpnových olympijských hrách v Moskvě. Velitel ASVS v Olomouci Bohuslav Bozděch byl s jeho výkony v olympijském roce zklamán. Slovenské vydání Športu jeho jarní výkony komentovalo kulantně slovy, že si přestává vážit, to co mu dává reprezentace.

### Maléry a konec v Dukle (1981)
V roce 1981 dostal příležitost vrátit se do své staré velterové hmotnostní kategorie do 67 kg. Reprezentační jednička této kategorie Miroslav Pavlov se v prosinci minulého roku podrobil operaci kotníku a jeho start na květnovém mistrovství Evropy ve finské Tampere byl prakticky vyloučen. V březnu porazil na silně obsazeném turnaji Strandža v Sofii v úvodním kole velterové váhy do 67 kg Bulhara Stojana Georgieva, ale do dalšího zápasů s Bulharem Canko Ganuševem nenastoupil z důvodu náhlé nemoci. Na dubnové velké ceně Ústí nad Labem vypadl nečkaně již ve čtvrtfinále s běloruským Sovětem Jevgenijem Distělem a skončil bez medaile. Kvůli následujícím problémům, o kterých se v tehdejším tisku podrobně nepsalo, přišel o místo v reprezentaci a zároveň v armádním středisku vrcholového sportu. V pořadu 13. komnata z roku 2019 celou situaci popsal společně se svým bývalým trenérem Alexandrem Bögim. K maléru došlo před hotelem Alcron ve Štěpánské ulici v Praze. Sám si celou situaci dobře nepamatoval, protože byl v podnapilém stavu. Před Alcronem se dostal do potyčky, při které vážně zranil jednoho z účastníků. Následně byl odvezen na služebnu veřejné bezpečnosti v Krakovské ulici a jako voják z povolání převezen na nejbližší vojenskou posádku, kde byl zadržen. Ráno dojel z pokynu velitele ASVS Blahoslava Bozděcha na posádku trenér Alexandr Bögi. Oba o jeho problémech s alkohol dlouhodobě věděli a kryly je. Bögimu bylo sdělene jméno a adresa poškozeného v bitce. Vydal se za ním a prosil ho aby nemarodil, jinak by Osička musel před vojenskej soud. Poškozený však měl prasklý nadočnicový oblouk a Bögimu se ho podle všeho nepovedlo přesvědčit. Bögi v pořadu Cesta víry z roku 2022 dodal, že manželka postiženého měla bratra novináře. Osička v pořadu Uvolněte se, prosím z roku 2006 uvedl, že všechno prasklo potom co o celé situaci vyšel článek v novinách Svobodné slovo. V článku Slobodného slova nazvaného "Pražská ulice není boxerský ring" se dne 15. dubna psalo, že k incidentu došlo ve čtvrtek večer 9. dubna. Osička šel ten večer z vinárny na vlak. Měl být na soustředění reprezentace v Teplýšovicích. Na vlak ho doprovázeli dva parťáci. Po cestě si vyhlédli dvě ženy, které začali obtěžovat. Na jejich volání o pomoc reagoval náhodný kolemjdoucí. Snažil se ženám pomoct načež dostal od Osičky ránu pěstí do obličeje a skončil s vážným poraněním. Všichni tři byli zadrženi hlídkou VB. Osička byl ještě ten večer převezen ze služebny VB na vojenskou posádku a na druhý den se již hlásil v Teplýšovicích. Článek byl reakcí na fakt, že se nic nedělo. Osička byl před vydáním článku stále na soustředění a chystal se reprezentovat Československo na mistrovství Evropy. Po vydání článku byl na to vyloučen ze soustředění a čekalo ho disciplinární řízení. Nepomohlo mu, že v inkriminované době (6.–10. dubna) probíhal v Praze XVI. sjezd KSČ a straníci z řad ČSTV ho nepodrželi. Dostal nejprve doživotní zákaz startovat za reprezentaci a na mistrovstvích. Trest mu byl později snížen na dva roky. Mohl však z nějakého důvodu nadále boxovat ligu. Za olomouckou Duklu tak odboxoval celý ročník ligy 1981/82. V létě 1982 ohlásil přestup do pražského klubu TJ Uhelné sklady Praha, za které boxoval ligu do konce ročníku 1984/85. Po uplynutí dvoletého trestu se do reprezentace nevrátil, protože jako uvedl v pořadu 13. komnata na jistou dobu zcela propadl alkoholu.
V roce 1984 v rozhovoru pro Československo sport uvedl, že by se rád věnoval trenérské práci, lákala ho práce s mládeží.

### Profesionál (1996)
V roce 1996 agentura O.K. - K.O. zorganizovala za patřičné mediální pozornosti jeho zápas v profesionálním ringu s majitelem českého pasu Juri Krivoručkem, původem z Běloruska. Krivoručko se pyšnil mistrovským pásem v kickboxingu organizace ISKA. Co vedlo Osičku nastoupit ve 40 letech proti o skoro generaci mladšímu soupeři neuvedl, ale měl novou rodinu a alimenty na krku. Zápas v britském boxu proběhl na pražském galavečeru v Kongresovém paláci 29. prosince 1996, za dohledu amerického herce Chucka Norrise a jiných tváří českého showbyznusu. S Krivoručkem prohrál ve čtvrtém kole technickým K.O.

### Výsledky
| Turnaj                | 1975  | 1976   | 1977   | 1978   | 1979   | 1980   | 1981 | 1982   | 1983   |
| Turnaj                | 19    | 20     | 21     | 22     | 23     | 24     | 25   | 26     | 27     |
| Turnaj                | –63,5 | –67 kg | –67 kg | –67 kg | –71 kg | –71 kg | –67  | –71 kg | –71 kg |
| --------------------- | ----- | ------ | ------ | ------ | ------ | ------ | ---- | ------ | ------ |
| Olympijské hry        |       | —      |        |        |        | —      |      |        |        |
| Mistrovství světa     |       |        |        | —      |        |        |      | ×      |        |
| Mistrovství Evropy    | —     |        | úč.    |        | 3.     |        | ×    |        | —      |
| Mistrovství SA        | —     |        | 3.     | 3.     | 3.     |        |      |        |        |
| Memoriál V. Procházky | —     | —      | —      | 1.     | 3.     | —      | ×    | ×      | —      |
| VC Ústí nad Labem     | —     | —      | —      | 2.     | —      | —      | 5.   | ×      | —      |
| Mistrovství ČSSR      | 3.    | 1.     | 3.     | 2.     | 2.     | 3.     | ×    | ×      | 3.     |
| ME juniorů            |       | úč.    |        |        |        |        |      |        |        |

## Trenérská práce
Po skončení sportovní kariéry v roce 1985 se začal aktivně věnovat trenérské práci v klubu TJ Praga Praha jako asistent Rudolfa Obida. Měl na starosti začátečníky, co mu vyhovovalo. Měl vizi vychovat boxera k obrazu svému od počátku. Pragovce musel nejednou řešit slabší materiální zabezpečení jako nedostatek párů rukavic. Jeho bývalý pražský klub TJ Uhelné sklady Praha zatím neměl mládežnické družstvo. Prostory pro trénink, které klub později obstaral (1987?) byli stísněné, nevhodné pro trénink mládeže. Místo trenérské práce tak musel často připomínat sportovním funkcionářům klubu, aby našli lepší prostory. Jeho snem bylo mít podobný podnik jako měl před lety Fridolín Hoyer se svým synem Jiřím. Prostory, kde se vedle boxu bude moct zahrát třeba míčové hry.
Jako trenér byl zastáncem metody postupného rozvoje mladého boxera – nejprve zvládnou správný střeh, údery na pytlích, základní techniku. Teprve potom sparing se soupeřem v ringu. Nebál se, že by mu vyrostli tzv. "skleníkoví" technici, co jen uskakují a neumí udeřit – "technika je prvotní, přičemž úder právě z ní vychází, ze správného postoje, z celé linie těla. Kdo neovládne potřebné technické návyky do svých 14 let, sotva to už dožene". Jako trenér si nejvíc cenil slov Júliuse Tormy, který mu řekl, že má dobré kluky. Torma totiž mluvil málo a chválou šetřil. Své tréninkové postupy konzultoval na konci osmdesátých let dvacátého století s vedoucím pražského tréninkového střediska mládeže (TSM) Josefem Malíkem. K jeho nejznámějším svěřencům patřil Pavel Dostál, olympionik Petr Horáček nebo Ladislav Kutil.
Po změně režimu v roce 1990 se mu splnil sen otevřít si po vzoru Hoyerů vlastní tělocvičnu (gym). V devadesátých letech dvacátého století však neměl jednoduchou manažerskou pozici. Se svým gym nazvaným OSA se rok, co rok, stěhoval z jedné tělocvičny do druhé a nakonec musel činnost gymu ukončit.
V roce 1996 trénoval krátce v lize boxery klubu US B+L Praha. V dubnu 1997 na svoji pozici abdikoval z finančních důvodů. V roce 1999 vznikl za silné mediální pozornosti v Praze nový klub Beck BC Praha, který se snažil navázat na tradici TJ Uhelné sklady Praha, tedy přivést lidi zpátky na boxerské zápasy do Lucerny. Za vznikem klubu stáli dva němečtí podnikatelé Jens Beckhäuser a Wolfgang Skorwider. Klub BBC měl zázemí v Dolních Chabrech na severu Prahy. Jako profesionálního trenéra klub najal olympijského medailistu Angela Angelova z Bulharska, který stál za úspěchy bulharské reprezentace v devadesátých letech dvacátého století – Osička totiž neměl dostatečnou trenérskou třídu aby mohl vést například reprezentaci. Doba se však změnila a prvoligový klub do tří let skončil. V dalších letech se vrátil zpátky k původnímu projektu gymu OSA a postupně se více zaměřoval na kariéru profesionálního malíře.

## Umělecká činnost
Po příchodu do Prahy v roce 1982 se začal vážně zajímat o umění. Mezi jeho přátele patřili známí umělci, u kterých často přespával v ateliérech. Specializuje se na malování obrazů.

### Výstavy
Výstavy do roku 2014:
- 2003 Nová síň, Praha
- 2004 Solidní nejistota
- 2005 La Fabrika
- 2006 Galerie Lazarská, Praha
- 2007 Literární kavárna Řehoře Samsy, Lucerna, Praha
- 2007 Podnikatelský vzdělávací institut Pyramida, Praha
- 2008 Galerie Katarská, Praha
- 2010 Kostel sv. Šimona a Judy, Praha
- 2011 Galerie Nora, Truhlářská ul., Praha
- 2011 Galerie Pyramida, Praha (společně s Radkou Kuželovou)
- 2011 Výstava obrazů sdružení BENE, jako host, KK Poštovka, Praha 5
- 2012 Vinotéka u Vavrysů (3x tematická výstava o vínu)
- 2012-13 Kavárna MED Café, Praha, roční expozice
- 2013 Galerie Nora, Gorazdova ul., Praha
- 2014 Galerie 9